# Atascadero
Atascadero is een plaats (city) in de Amerikaanse staat Californië, en valt bestuurlijk gezien onder San Luis Obispo County.

## Demografie
Bij de volkstelling in 2000 werd het aantal inwoners vastgesteld op 26.411.
In 2006 is het aantal inwoners door het United States Census Bureau geschat op 27.343, een stijging van 932 (3.5%).

## Geografie
Volgens het United States Census Bureau beslaat de plaats een oppervlakte van
69,3 km², waarvan 69,2 km² land en 0,1 km² water. Atascadero ligt op ongeveer 280 m boven zeeniveau.

## Plaatsen in de nabije omgeving
De onderstaande figuur toont nabijgelegen plaatsen in een straal van 24 km rond Atascadero.